# Felix Voogt
Felix Voogt is een Nederlandse onderzoeksjournalist. Voogt doet onderzoek voor Investico, De Groene Amsterdammer, Trouw, Brabants Dagblad, de Gelderlander, Vers Beton en Vrij Nederland. Voor onderzoeksplatform Investico schrijft hij onder andere over landbouw, milieu en huisvesting.
In 2012 studeerde Voogt aan de Duitse Kaskeline Filmakademie Berlin. Na de studie Productie aan de Nederlandse Filmacademie werkte hij op de afdeling Internationaal van het Nederlands Filmfonds. 
Na een jaar bij het Nederlands Filmfonds te hebben gewerkt werd hij in 2020 onderzoeksjournalist voor Investico, het platform voor onderzoeksjournalistiek. Bij deze masterclass ontmoette hij Adrián Estrada, met wie hij onderzoek deed naar het aantal stalbranden in Nederland.

## Erkenning
Zijn onderzoeken naar stalbranden en de stikstofcrisis werden meermaals genomineerd voor de journalistieke prijzen De Tegel en De Loep. 
In 2020 was hij winnaar van de journalistieke prijs de Tegel in de categorie Datajournalistiek. Hij kreeg de prijs samen met Adrián Estrada en Evert de Vos voor de inzending In de stikstofcrisis is niet elk dier gelijk. 
In datzelfde jaar won hij De Loep aanmoedigingsprijs voor Het stikstofprobleem van de Nederlandse veehouderij dat hij wederom samen met Adrián Estrada maakte. Zij ontdekten 25 veeteeltbedrijven die vele malen meer stikstof uitstootten dan duizenden andere boerenbedrijven tezamen. De jury beschreef hoe hun onderzoek "op overtuigende wijze aantoonde hoe het komt dat de Nederlandse overheid weinig resultaat heeft".
In mei 2024 kreeg hij samen met  o.a. Marieke Rotman, Sebastiaan Grosscurt De Tegel 2023 in de categorie CBS Data voor het onderzoek  met de titel Ten onrechte geregistreerde grond voor landbouwsubsidie gepubliceerd in Investico.

## Prijzen
- De Tegel 2023
- De Tegel 2020
- De Loep 2020